# Тарауака

Тарауака на карте штата

Тарауака (порт. Tarauacá) — муниципалитет в Бразилии, входит в штат Акри. Составная часть мезорегиона Вали-ду-Журуа. Входит в экономико-статистический микрорегион Тарауака. Население составляет 35 590 человек на 2010 год. Занимает площадь 20 171,053 км². Плотность населения — 1,76 чел./км².

## История
Город основан 1 января 1907 года.

## Границы
Муниципалитет граничит:
- на севере — штат Амазонас
- на северо-западе — муниципалитет  Тарауака
- на востоке — муниципалитет Фейжо
- на юге — муниципалитет Жордан
- на юго-западе — муниципалитет Марешал-Тауматургу
- на западе — муниципалитеты Порту-Валтер, Крузейру-ду-Сул

## Демография
Согласно сведениям, собранным в ходе переписи 2010 г. Национальным институтом географии и статистики (IBGE), население муниципалитета составляет:
| Полное население                               | Полное население                               | Полное население                               | Полное население                               | 35 590 |
| ---------------------------------------------- | ---------------------------------------------- | ---------------------------------------------- | ---------------------------------------------- | ------ |
| в том числе:                                   | Городское население                            | 19 351                                         | Процент городского населения, %                | 54,37  |
|                                                | Сельское население                             | 16 239                                         | Процент сельского населения, %                 | 45,63  |
|                                                | Мужское население                              | 18 353                                         | Процент мужского населения, %                  | 51,57  |
|                                                | Женское население                              | 17 237                                         | Процент женского населения, %                  | 48,43  |
| Плотность населения, чел/км²                   | Плотность населения, чел/км²                   | Плотность населения, чел/км²                   | Плотность населения, чел/км²                   | 1,76   |
| Население муниципалитета в % к населению штата | Население муниципалитета в % к населению штата | Население муниципалитета в % к населению штата | Население муниципалитета в % к населению штата | 4,85   |

По данным оценки 2015 года, население муниципалитета составляет 38 819 жителей.

## Важнейшие населенные пункты
| № | Населённый пункт | Населённый пункт (порт.) | Категория | Население чел. (2010) | На карте                       |
| - | ---------------- | ------------------------ | --------- | --------------------- | ------------------------------ |
| 1 | Тарауака         | Tarauacá                 | город     | 19 351                | 8°09′40″ ю. ш. 70°46′09″ з. д. |
| 2 | Корковаду        | Corcovado                | поселок   | 877                   | 8°09′08″ ю. ш. 70°43′52″ з. д. |

## Статистика
- Валовой внутренний продукт на 2005 год составляет 164 106 895 реалов (данные: Бразильский институт географии и статистики).
- Валовой внутренний продукт на душу населения на 2005 год составляет 5409,82 реалов (данные: Бразильский институт географии и статистики).
- Индекс развития человеческого потенциала на 2000 год составляет 0,604 (данные: Программа развития ООН).

## География
Климат местности: экваториальный.